# Vitfotad tamarin
Vitfotad tamarin (Saguinus leucopus) är en däggdjursart som först beskrevs av Albert Günther 1877.  Saguinus leucopus ingår i släktet Saguinus och familjen kloapor. Inga underarter finns listade.

## Utseende

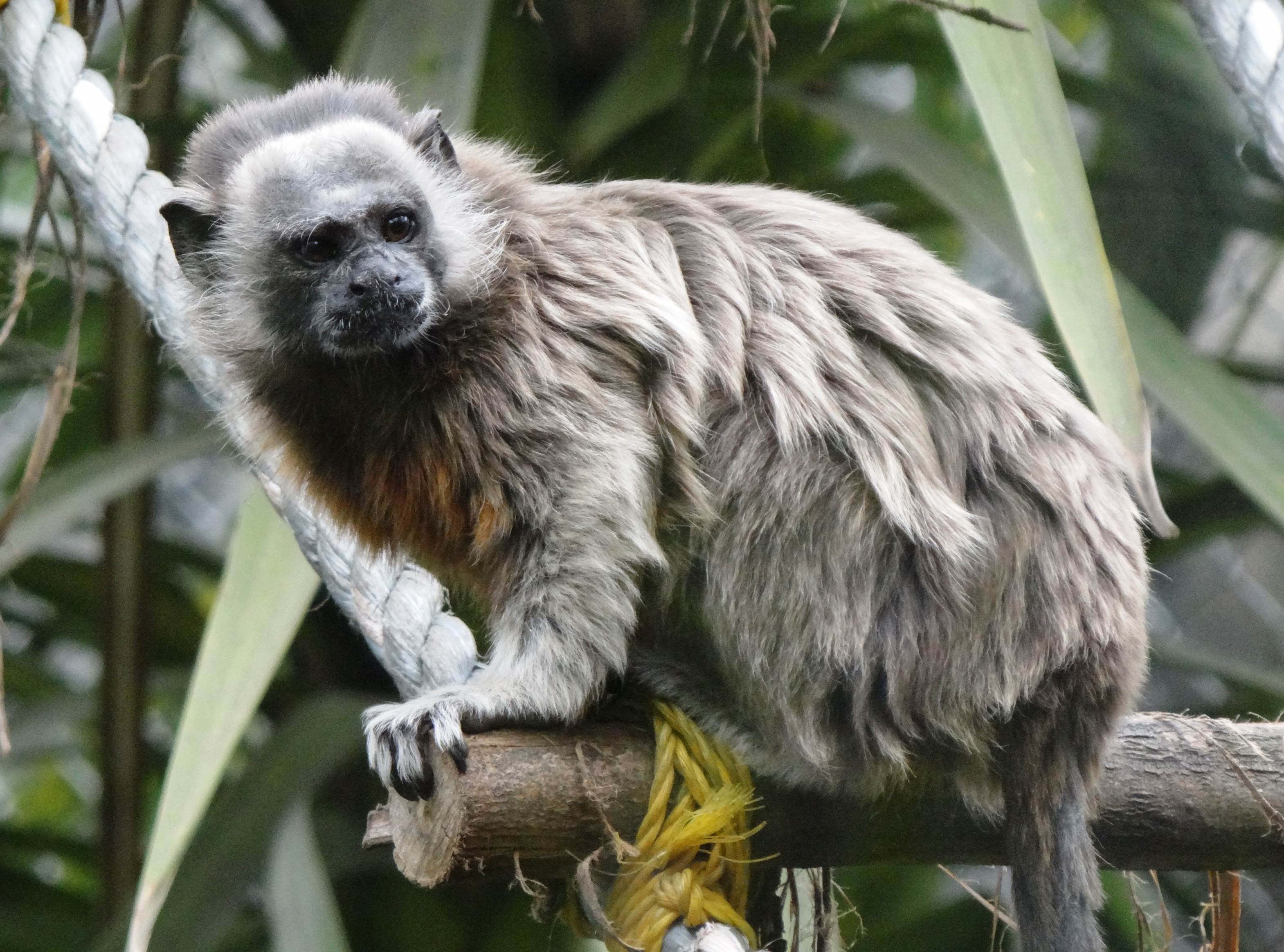
Vitfotad tamarin

Pälsen på djurets rygg är oftast silvergrå och i det ljusare ansiktet finns inte så många hår som på övriga kroppen. Bröstet och extremiteternas insida är tydlig rödbrun och ibland har även pälsen på ryggen röda skuggor. Påfallande är de vita fötterna som gav arten sitt svenska trivialnamn. Med undantag av stortån, som har en nagel, är alla tår och fingrar utrustade med klor.
Vitfotad tamarin når en kroppslängd (huvud och bål) av 23 till 25 cm och en svanslängd av cirka 38 cm. Vikten för hanar och honor är något under 500 gram.

## Utbredning och habitat
Arten förekommer i norra Colombia. Den vistas där i tropiska regnskogar, andra skogar och kan i viss mån anpassa sig till odlingslandskap.

## Ekologi
Vitfotad tamarin är främst aktiv på dagen. Den klättrar i träd och annan växtlighet och söker skydd i trädens håligheter. Djuret går vanligen på fyra fötter över grenar och hoppar ibland till en annan gren. Födan utgörs av insekter, frukter, nektar och andra vätskor från växter.
Individerna bildar flockar som har mellan 4 och 15 medlemmar. Gruppens revir är i genomsnitt 18 hektar stort och markeras med körtelvätska. Honor parar sig oftast med flera hannar från flocken. Efter dräktigheten som varar 130 till 150 dagar föds en till tre ungar per kull. Födelsen äger rum mellan maj och juni eller mellan oktober och november. Hanar hjälper vid ungarnas uppfostring, till exempel genom att bära de. Efter 12 till 18 månader är ungarna könsmogna.

## Status och hot
Det största hotet utgörs av habitatförstörelse då skogen omvandlas till jordbruksmark, betesmarker, gruvdrift eller annan urbanisering. Flera individer fångas för att ha de som sällskapsdjur. IUCN uppskattar att hela beståndet minskade med 50% under de senaste 18 åren. Vitfotad tamarin kategoriseras därför globalt som sårbar (VU).